# Paratuberkulos
Paratuberkulos, eller Johnes sjukdom, är en kronisk tarmsjukdom som kan drabba olika idisslare, bland annat nötkreatur, får och get, men även kanin .  Sjukdomen har ett långdraget förlopp. Smittade djur visar sällan några tecken på sjukdom förrän vid 2 till 6 års ålder. En del smittade djur blir dock aldrig sjuka. Sjukdomen orsakas av bakterien Mycobacterium paratuberculosis, som är ovanligt motståndskraftig och överlever länge i miljön. Bakterien tål både låga och höga pH-värden och har, jämfört med många andra bakterier, högre resistens mot desinfektionsmedel.
Paratuberkulos är en djursjukdom och smittar troligen ej människan. Samband mellan paratuberkulos och Crohns sjukdom hos människan har diskuterats men ifrågasatts. 

## Sjukdomens spridning
Bakterierna finns framför allt i tarmen hos smittade djur och sprids vidare till andra djur via gödsel. Mellan besättningar sprids smittan främst genom handel med djur, men även via gödsel. Till synes friska smittbärare är svåra att upptäcka. Det är framför allt unga kalvar som smittas, genom att de får i sig bakterier via munnen, genom att dricka infekterad mjölk eller dia en spene med gödsel på. Vuxna djur är mindre känsliga för infektionen.

## Typiska symtom
Typiska tecken på sjukdom är tilltagande avmagring trots bibehållen god aptit, och ibland diarré. Diarrén kan pågå i flera månader, och ibland avta för att återkomma senare. Djuren får inte feber och dör slutligen. Ingen fungerande behandlingsmetod finns tillgänglig idag.

## Bekämpning och kontroll i Sverige
Inom Sverige har Jordbruksverket till uppgift att bekämpa paratuberkulos och ska vidta åtgärder för att hindra smittspridning och för att utrota smittan. Vid ett utbrott av smittan så slaktas hela besättningen ut, då det är omöjligt att i en smittad besättning säkert kunna skilja mellan smittade och inte smittade djur. Dessutom läggs omfattande restriktioner på bland annat stallbyggnader och bete. Djur som sålts från en besättning efter att den smittats, spåras och slaktas i provtagningssyfte. Om djuret inte längre är vid liv, görs istället en undersökning i besättningen. 
Ett frivilligt kontrollprogram för paratuberkulos drivs i Svenska Djurhälsovårdens regi. Programmet riktar sig främst till avelsbesättningar med köttdjur. Anslutning till programmet är förenat med olika villkor för bland annat livdjursinköp. Provtagning, träckprov på alla djur, för paratuberkulos sker årligen i anslutna besättningar. Svenska mjölkbesättningar är fria från paratuberkulos.